# Franz von Gernerth
Franz Edler von Gernerth (* 14. Dezember 1821 in Purkersdorf; † 11. November 1900 in Wien) war ein österreichischer Jurist, Komponist und Musikschriftsteller. 

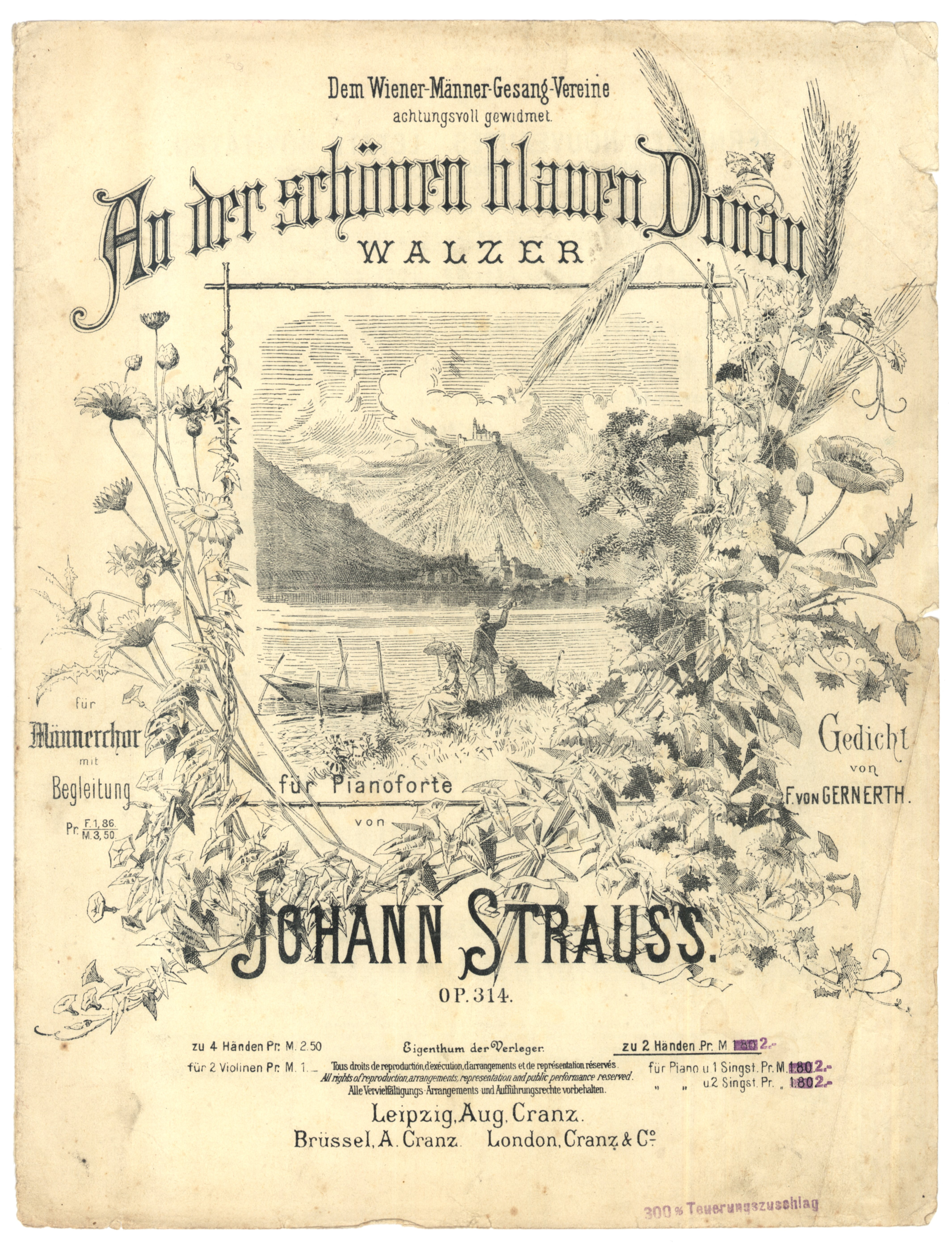
Titelblatt des Donauwalzers

## Leben
Franz von Gernerth arbeitete nach dem Studium der Rechtswissenschaften zuerst in ungarischem, ab 1860 in österreichischem Justizdienst, wo er zuletzt als Richter am Oberlandesgericht in Wien tätig war. Als Autor verfasste er Beiträge zu der von August Schmidt 1840–42 herausgegebenen Musikzeitschrift „Orpheus“ sowie Liedtexte, als Komponist vertonte er neben eigenen Dichtungen vor allem jene seiner Zeitgenossen.
Bekannt ist Gernerth heute noch für seine Textfassung des Walzers An der schönen blauen Donau. Da die ursprünglichen Verse von Josef Weyl zu starken Bezug zum jeweiligen Zeitgeschehen hatten, wurde das Werk in der Chorversion eher selten aufgeführt. Als Mitglied des Wiener Männergesang-Vereins, dem Johann Strauss (Sohn) dieses Werk gewidmet hatte, dichtete er 1889 einen neuen Text, der nun auch den Titel des Walzers berücksichtigte und dem Werk zu einer Wiedergeburt verhalf. Die Erstaufführung mit Gernerths Worten fand am 2. Juli 1890 anlässlich einer Sommer-Liedertafel des Vereins im Dreher-Park in Meidling statt.
Im Alter litt er an zunehmender Sehschwäche. Verheiratet war Gernerth mit einer Schwester des Schriftstellers Andreas Freiherr von Stifft. Sein Grab befindet sich auf dem Hietzinger Friedhof.

## Wappen

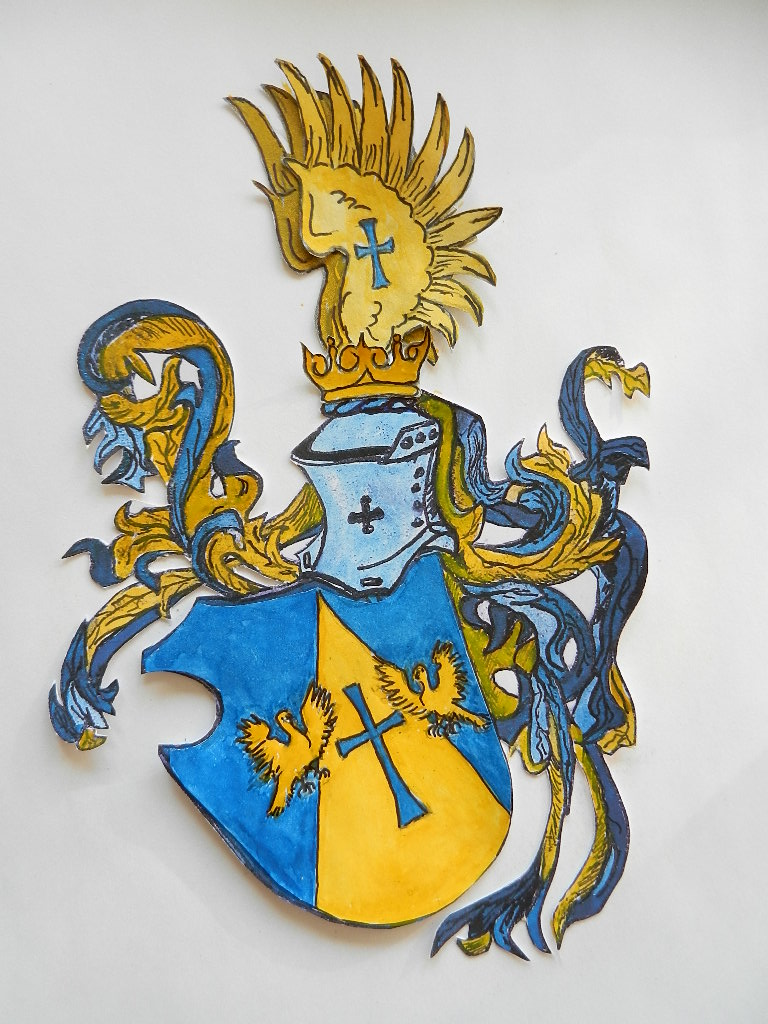
von Gernerth Wappen, Wien 1888

Blasonierung des Gernert-Wappen: In Blau eine mit einem schwebenden blauen Kreuz belegte und von zwei goldenen Adlern begleitete goldene Spitze. Helmzier: Ein geschlossener, mit Kreuz belegter goldener Flug. Decken sind blau-golden. (Diplom Wien 18. April 1888)

## Familienchronologie
- Balthasar Gernerth, * 6. Februar 1762 in Ochsenfurt bei Würzburg, † 1863 Biberach, bürgerlicher Knopfmacher u. Postamentierer, OO Johanna Humel
- Franz Joseph Gernerth, * 17. Oktober 1791 in Biberach, † 13. November 1823 in Wien, Postmeister, OO in Purkersdorf bei Wien – Josefa Tschetzbacher
- Franz von Paula Andreas Balthasar Karl Edler von Gernerth, * 14. Dezember 1812 in Purkersdorf, † 11. Januar 1900 in Wien, k.k. Oberlandgerichtsrat, OO in Wien – Emilia Katharina Freiin von Stifft
- Emmerich Andreas Franz von Paula, * 14. März 1857 in Ödenburg/Ungarn, † 3. April 1929 in Wien, Dr. jur. Oberlandesgerichtspräsident, OO in Mauer bei Wien – Margarethe Leopoldine Maria Mautner von Markhof. Seit 1938 lebt die Familie Gernerth–Mautner–Markhof im Schloss Haunsperg und betreibt es als Hotel.

Kinder:
- Ernst (1889–1899) und
- Emmerich von Paula Marie (1893–1941) Dr. jur. Sekt.-Chef, 1. Ehe mit Thekla Clarisse Gabriele Braun von Fernwald (Dramaturgin), 2. Ehe mit Louise  Sophie Maria Hermine von Poten, Elisabeth Felicitas Maria (1894–1895), Friedrich (1897–1916 k.k. Kadett)

## Werke
Zusammengestellt nach dem Bestand der Kataloge der Musiksammlung der Österreichischen Nationalbibliothek und der Wienbibliothek (Stand Februar 2009) 

## „Donau so blau“
Text für den 1. Walzer von Franz von Gernerth, 1889.
| Donau, so blau, durch Tal und Au, wogst ruhig du hin, dich grüsst unser Wien, dein silbernes Band, knüpft Land an Land, und fröhliche Herzen schlagen an deinem schönen Strand. Weit vom Schwarzwald her eilst du hin zum Meer, spendest Segen | allerwegen, ostwärts geht dein Lauf, nimmst viel Brüder auf: Bild der Einigkeit für alle Zeit. Alte Burgen seh’n nieder von den Höh’n, grüssen gerne dich von ferne, und der Berge Kranz, hell vom Morgenglanz spiegelst sich in deiner Wellen Tanz. |

### Kompositionen
(Die Texte stammen, soweit nicht anders angegeben, vom Komponisten)
- Agnes. Lied für Gesang und Klavier. Text von Eduard Mörike.
- Alt- und Neu-Wien. Lied für Gesang und Klavier.
- Altes Kaminstück. Lied für Gesang und Klavier. Text: Heinrich Heine.
- Am Manzanares  In Musik gesetzt für eine Singstimme mit Begleitung des Klaviers. Aus dem spanischen Liederbuch von Emanuel Geibel und Paul Heyse.
- Am Wege, op. 27. Lied für Gesang und Klavier. Gedicht von Max Kalbeck.
- Das Andalusische Mädchen, op. 3. Für Gesang und Klavier. Gedicht von Ludwig Goldhann. Dem Fräulein Anna Zerr k. k. Hofopernsängerin, gewidmet.
- Anti-Lohengrin für Singstimme und Klavier. Text von Julius Stettenhim.
- Der alte Tannenbaum, op. 30. Lied für Gesang und Klavier. Gedicht von Rudolf Baumbach.
- Aus jungen Tagen. Lied für mehrstimmigen Männergesang.
- Ballade für Singstimme und Klavier. Text nach den „Fliegenden Blättern“.
- Der schönste Becher. Lied für Gesang und Klavier. Text von Rudolf Baumbach. Wien 1886.
- Die Begegnung. Für eine Singstimme mit Klavierbegleitung. Text von A. Langer.
- Bei Aspern! Lied für Gesang und Klavier.
- Beim Wein. Lied für eine Bassstimme mit Begleitung des Klaviers. Gedicht von Anton Langer.
- Consilium medicum für Männerquartett. Text von Franz Grillparzer.
- Corona für Singstimme und Klavier. Gedicht von Adolph L’Arronge.
- Curiose Geschichte. Lied für Gesang und Klavier. Text von Robert Reinik.
- Die drei Federn, op. 32. Lied für Gesang und Klavier. Text: Rudolf Baumbach.
- Drei Schlüssel. Heiteres Lied für Singstimme und Klavier. Text von Rudolf Baumbach.
- Eislauf-Polka, op. 28. Für Gesang und Klavier. Herrn Alexander Girardi gewidmet.
- Erinnerung an den 14. März 1848. Die Universität. Lied für Gesang und Klavier.
- Die erste Quadrille, op. 9. Für Klavier zu vier Händen.
- Es war ein alter König. Lied für Gesang und Klavier. Text: Heinrich Heine.
- Eskimojade für Männerquartett und Klavier.
- Fahr wohl für 4-stimmigen Männerchor. Text von Karl Stieller. 1890.
- Fatal. Humoristisches Lied für Singstimme und Klavier.
- Gartenszene für Gesang und Klavier. Text: Julius Bauer.
- Heirats-Antrag, op. 53. Lied für vier Männerstimmen mit Klavierbegleitung. Dem Quartett Udel gewidmet.
- D’ Hexe für Männerquartett. Text von Georg Eberl.
- Der kleine Hydriot, op. 11. Lied für Gesang und Klavier. Aus den Griechenliedern von Wilhelm Müller.
- Ich möchte sagen ... Lied für eine Singstimme mit Klavier. Aus dem Ungarischen des Alexander Petöfi.
- Der Ichthyosaurus. Ballade für Männerquartett. Text von Friedrich Theodor Vischer.
- In stiller Nacht. Männerchor mit Bariton-Solo und Klavier.
- Der Invalide, op. 1. (Le vieux Sergent.) Lied für Gesang und Klavier.
- Jubelfest-Quadrille, op. 60. Für Klavier zu vier Händen. Seinem lieben Enkel Ernst von Gernerth.
- Der Kavallerist für heiteres Quartett.
- Kraftwucht-Hymne für Männerquartett. Text von Ernst Eckstein.
- La bonne vieille, op. 12. Chanson de Beranger. Dediee a Madame la marquise de Caux.
- Mädchentreue für 4-stimmigen Männerchor.
- Die Mönche von Johannisberg. Lied für Gesang und Klavier. Text von Bernhard Scholz.
- Neueste Wanderlust für Männerquartett.
- Rose und Eiche. Festlied für Gesang und Klavier. Gedicht von Josef Weyl.
- Sänger-Ständchen für vier Männerstimmen.
- Schön Rothkraut. Parodie für Männerquartett.
- Schreckliches Ende. Chemisch romantische Ballade für Männerquartett.
- Ständchen für Männerquartett.  Vor Franz Schuberts Standbild zu singen.
- Tanz-Examen. Polka française. Dem Studenten-Ball-Comite freundlichst gewidmet.
- Tanzlied. Lied für 4-stimmigen Männerchor mit Begleitung des Pianoforte.
- Die Ungenierten. Walzer für Klavier.
- Unsere Hausherrn für Männerquartett.
- Untreue. Volkslied aus Schwaben für 2 Stimmen und Klavier.
- Venetianer-Trias für Männerquartett und Klavier. Text von Anastasius Grün.
- Verrathene Liebe, op. 33. Lied für Gesang und Klavier. Text von Adelbert von Chamisso
- Vorsatz, op. 31. Lied für Gesang und Klavier. Gedicht von Robert R. Prutz. Der k.k. Hofopernsängerin Fräulein Hermine Braga gewidmet.
- Walzer für Pianoforte zu 4 Händen, op. 10.
- Weihe-Lied zur Feier der Schlussteinlegung im Justiz-Palaste zu Wien. Dichtung von Viktor von Umlauff von Frankwell. 1881.
- Wer’s nur verstände, op. 34. Lied für Gesang und Klavier. Text: Robert Reinik.
- Der Winterrock. Eine naturwissenschaftliche Studie. Humoreske für 4 Männerstimmen und Klavier.

### Dichtungen und Übersetzungen
- Auf der Lagune bei Nacht (Ach, wie so herrlich zu schau’n). Text zum Lagunenwalzer aus Operette Eine Nacht in Venedig für die Wiener Erstaufführung.
- Dirnd’l mi muasst liab’n. 2. Strophe von Franz von Gernerth. Musikalische Bearbeitung für 4-stimmigen Männerchor a cappella von Eduard Kremser.
- An der schönen blauen Donau, op. 314. Dichtung von Franz von Gernerth. Walzer für Pianoforte und Chor, dem Wiener Männergesang Verein gewidmet von Johann Strauss, k. k. Hofball Musikdirektor.
- Der gefallene Engel. Nach dem Französischen des G. Desfosse übertragen von Franz von Gernerth. Musik für Gesang und Klavier von Adolphe Vogel.
- Groß-Wien (Laß besingen Dich, du künftiges Wien). Textentwurf von 4 Strophen zum Walzer mit Chor von Johann Strauss op. 440. 1890.
- In Wien, da gehts herum tra ra. Marsch Couplet. Musik von Gustav Pick.
- Schön-Gretchen, op. 39. Polka française. Text von Franz von Gernerth. Lied für 4-stimmigen Männerchor und Klavier von Rudolf Freiherr von Prandau.
- Tiroler Volkslied: Lied für Klavier mit überlegter Singstimme arrangiert von Eduard Kremser.
- Trinklied. Gedicht von Franz von Gernerth. Für 4-stimmigen Männerchor a cappella komponiert und dem Herrn Med. D.or F. S. Plachetsky hochachtungsvoll gewidmet von Franz Sersawy.

### Sonstiges
- Aus der Welt des Verbrechens. Sammlung gemeinnütziger Vorträge. Hrsg. vom Deutschen Vereine zur Verbreitung gemeinnütziger Kenntnisse in Prag. Prag o. J.